# Svanströmsgruppen
Svanströmsgruppen är verksam på marknaden för kontorsmateriel och kontorstjänster och utgörs av de tre kedjorna Svanströms, Wettergrens och Killbergs.  Tillsammans bildar dessa bolag Sveriges äldsta företag inom branschen med över 150 års verksamhet.
Svanströmsgruppen ägdes av Mellby Gård AB till 2011 då den såldes till amerikanska Office Depot. Det juridiska namnet är Frans Svanström & Co AB och Svanströmsgruppen hette tidigare ESSELTE Svanströms.